# Sacca Sessola
Sacca Sessola zvana i Isola delle Rose (Otok ruža) je umjetni otok u Venecijanskoj laguni, koji leži južno od Giudecce u Veneciji. Na otoku je do 1980. bila smještena bolnica za plućne bolesti "Achille De Giovanni", od tad je otok napušten.

## Karakteristike
Sacca Sessola je umjetni otok (sacca od vreća, za venecijance znači umjetan) izgrađen je 1860. – 1870., od materijala dobivenog produbljivanjem kanala Ramo, za potrebe nove trgovačke luke u Veneciji -Santa Marta.Dug je 520 i širok 360 metara, ima 17,5 hektara i najveću visinu od 4 metra. Po rezultatima popisa iz 2001. nije imao nijednog trajnog naseljenika.

## Povijest
Do 1892. upotrebljavan je kao skladište nafte. Nakon toga odlučeno je da se na otoku podigne bolnica za zarazne bolesti.
Kad su konačno 1913. konačno izgrađeni svi bolnički objekti, došlo je do prenamjene objekta. Nakon posljednje velike epidemije kolere u Veneciji 1911., splasnuo je strah od zaraznih bolesti, ali se tad pojavila nova pošast tuberkuloza. Tako je 1914. 
otvorena državna bolnica "Tubercolosario San Marco" za plućne bolesti i tuberkulozu. Nakon tog je 1921 izgrađena i crkva u neo romaničkom stilu, velik dio otoka pretvoren je u park, a 1936. izgrađena je nova zgrada bolnice "Achille De Giovanni",  koja se radila do veljače 1980.Sacca Sessola je 1995. data u koncesiju "International Centre for Marine Sciences and Technologies" - United Nations Industrial Development Organisation, koji je treba otok pretvoriti u istraživalački centar za obuku i istraživanja u nauci i tehnologiji. No do danas je napravljeno malo u obnovi objekata, koje su uništavali 
vandali, tako da je danas zabranjeno pristajanje uz otok bez posebne dozvole.

## Vanjske poveznice
- Isole abbandonate della laguna - Vent'anni dopo "Sacca Sessola"  Arhivirana inačica izvorne stranice od 24. ožujka 2005. (Wayback Machine) (tal.)
- Panoramio - Photo of Sacca Sessola  Arhivirana inačica izvorne stranice od 16. listopada 2011. (Wayback Machine)